# Heliotropium indicum
Heliotropium indicum, conhecida como cravo de anum ou cravo de urubu, é uma planta anual da família Boraginaceae, nativa de Asia.

## Descrição

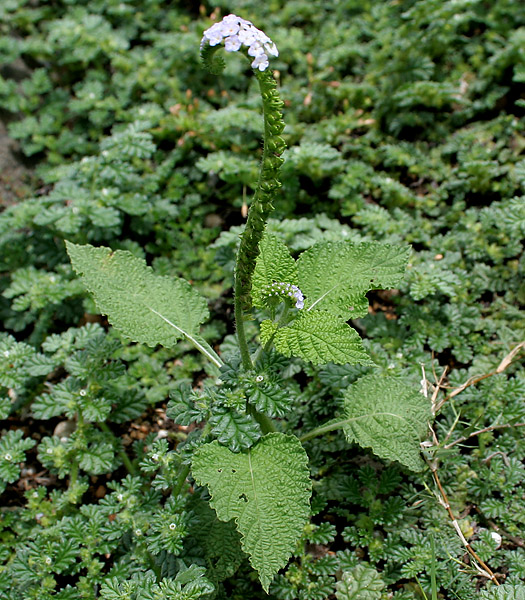
Heliotropium indicum no lago Pocharam, Andhra Pradesh, India

É uma planta anual, ereta, ramificada, que pode crescer até uma altura de 15 a 50 cm. Tem uma haste pilosa, alternando as folhas ovaladas ou oblongas ovaladas. A inflorescência é em espigas terminais curvas ou curvadas. As flores são brancas com cálice verde, cinco estames suportados em um tubo da corola, um estilete terminal, e um ovário de quatro lóbulos..

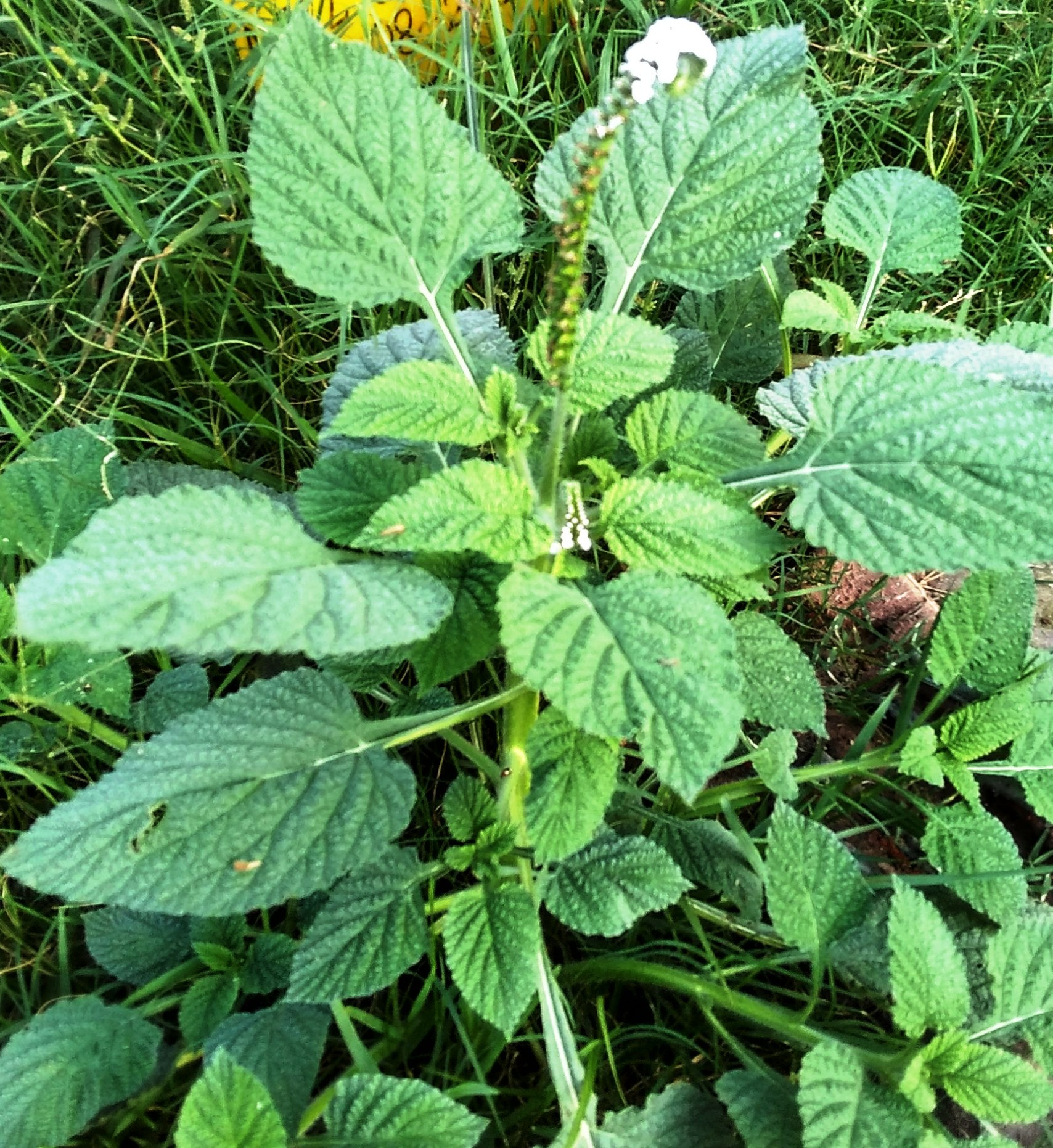
Heliotropium indicum, Kolkata, India

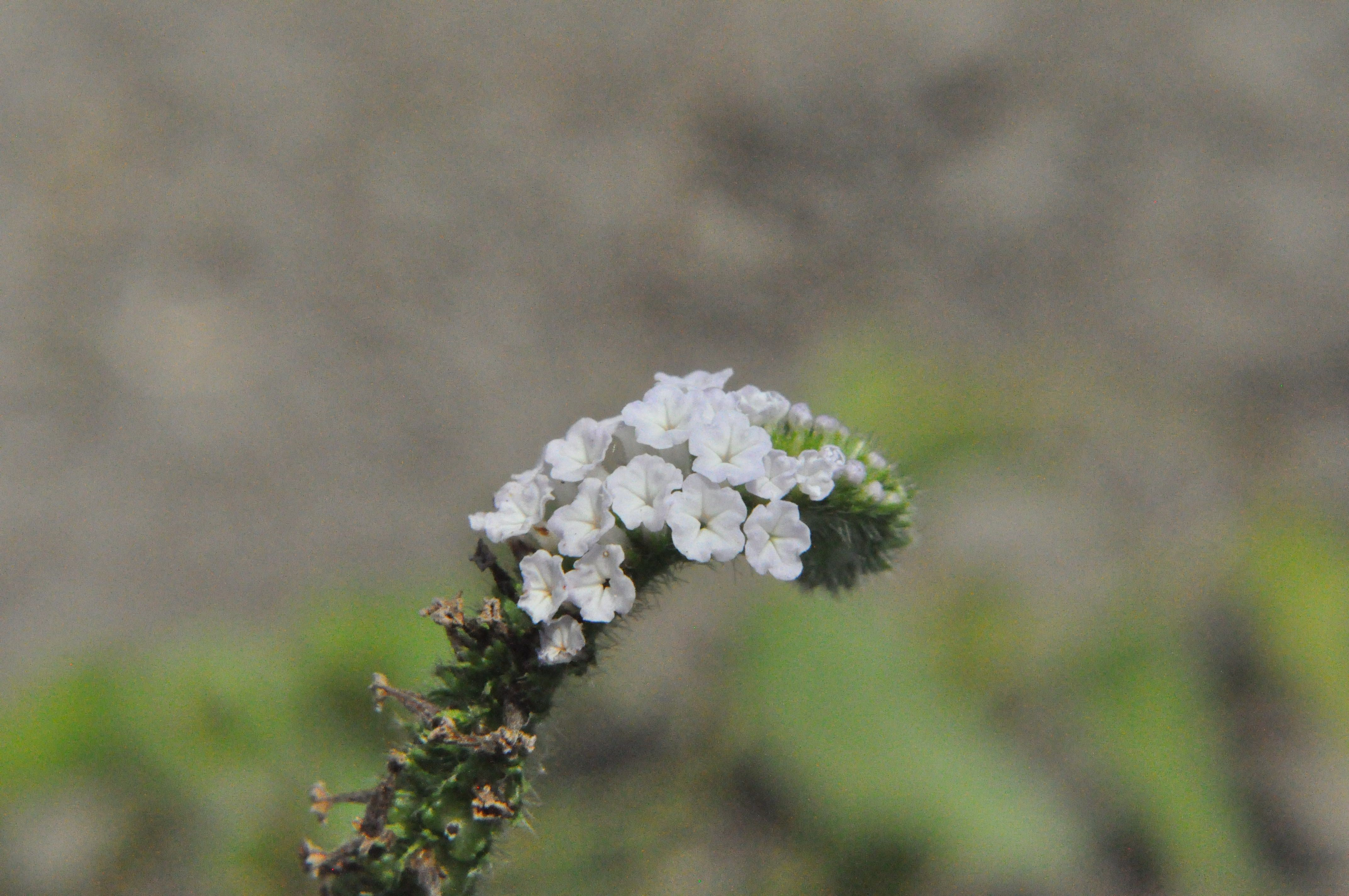

## Medicina tradicional
A medicina tradicional das Filipinas utiliza o sumo extraído das folhas trituradas da planta para curar feridas, úlceras da pele e furúnculos. Gotas do sumo também são utilizadas para tratar a conjuntivite. As folhas trituradas são utilizados como uma cataplasma.
Na Nigéria se usa para tratar doenças como a úlcera e as febres.
Os camponeses de assentamentos, entre os municípios de Jacobina e Várzea Nova (Bahia), usam o chá da erva para tratar o dengue, zika e chikungunya.

## Toxicidade
Heliotropium indicum contem vários alcaloides, entre eles pirrolizidínicos, que são hepatotóxicos.